# Intenzivní zemědělství

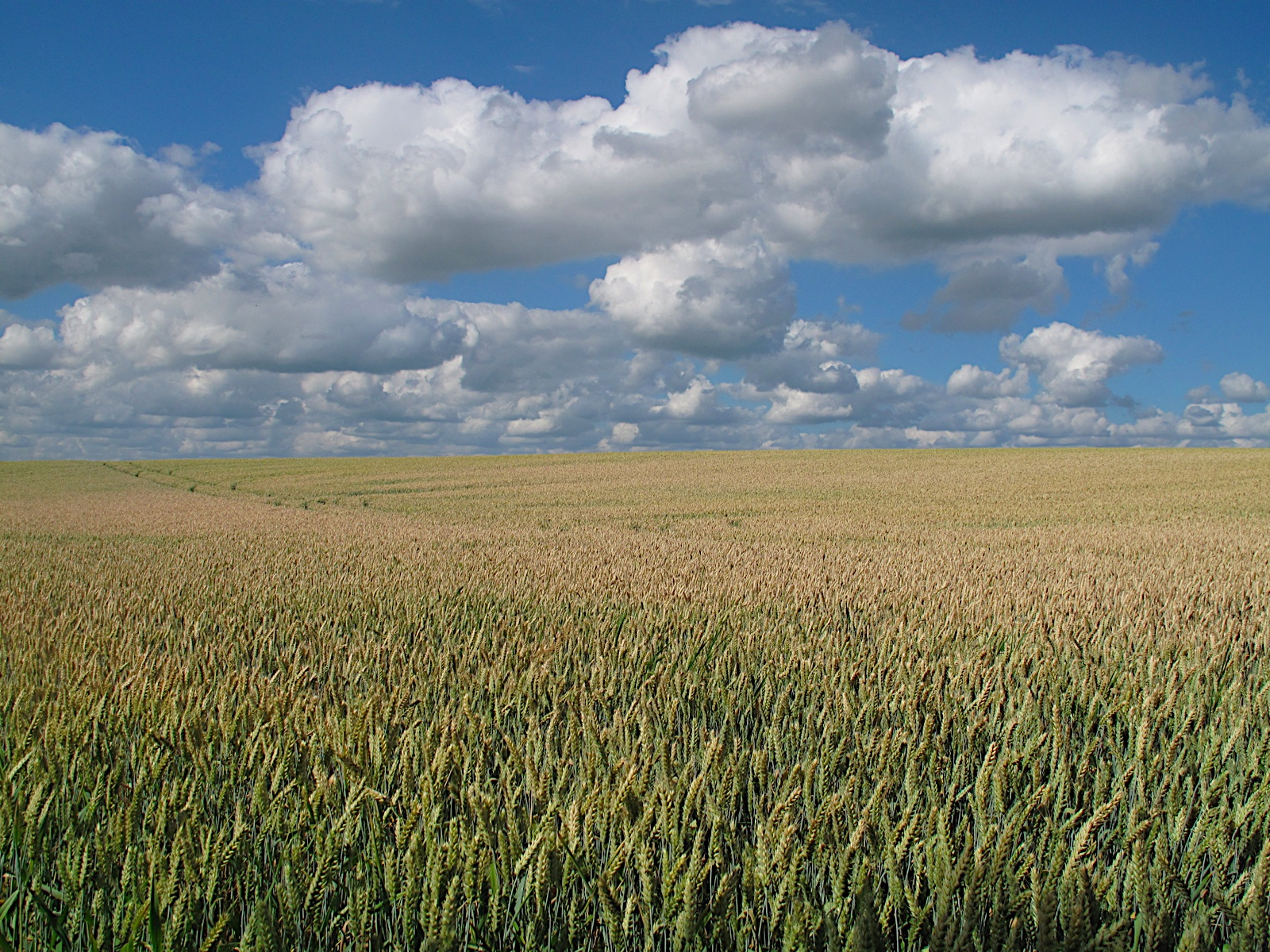
obilninová monokultura

Intenzivní zemědělství je přístup k zemědělské výrobě, který se snaží o co největší zisk na malé ploše. K tomu dopomáhá velké množství zemědělské techniky. Pro tento typ zemědělství jsou potřeba velké vstupní investice. S intenzivním zemědělstvím se lze setkávat hlavně v blízkosti velkých měst, kde jsou pozemky drahé nebo není dost místa pro rozlehlá pole. Zároveň je důležitá dostačující kvalita půdy. Pěstují se zde většinou plodiny, které nemají dlouhou trvanlivost. Opakem je extenzivní zemědělství.
Pro dosahování větších výnosů se využívá zvyšování dávek průmyslově vyráběných hnojiv, přípravků na ochranu rostlin před škodlivými organismy a regulátorů růstu. Využívají se i výkonnější zemědělské stroje a technické zavlažovací systémy. Přednost mají monokulturní pole, často se pěstují i geneticky modifikované plodiny. Důsledkem intenzivního zemědělství může být snižování biologické rozmanitosti, degradace využívané půdy nebo kontaminace povrchových i podzemních vod.
Velké výnosy v intenzívním zemědělství, které lidstvo potřebuje k nasycení, pomáhá udržovat aplikace mixů pesticidů. V tuto chvíli pro ně neexistuje konkurenceschopná alternativa. Jedná se ale o chemikálie, které mají na zdraví živočichů i člověka, zvláště těch, kteří se v prostředí s intenzívní zemědělskou výrobou pohybují. Nejvíce jsou tak tomuto riziku vystaveni přímo tamní zemědělci. Dle studi z USA například pesticidy mají stejný vliv na výskyt některých druhů rakovin, jako kouření, u jiných typů rakovin dokonce vyšší.